# April 1982
Portal Geschichte | Portal Biografien | Aktuelle Ereignisse | Jahreskalender | Tagesartikel

◄ |
19. Jahrhundert |
20. Jahrhundert
| 21. Jahrhundert

◄ |
1950er |
1960er |
1970er |
1980er
| 1990er | 2000er | 2010er | ►

◄ |
1978 |
1979 |
1980 |
1981 |
1982
| 1983 | 1984 | 1985 | 1986 | ►

◄ |
Januar 1982 |
Februar 1982 |
März 1982 |
April 1982 |
Mai 1982 |
Juni 1982 |
Juli 1982 |
►
Dieser Artikel behandelt aktuelle Nachrichten und Ereignisse im April 1982.

## Tagesgeschehen

### Donnerstag, 1. April 1982

Wappen der Falklandinseln

- Stanley/Falklandinseln: Das Außenministerium des Vereinigten Königreichs informiert den Gouverneur der Falklandinseln Rex Hunt über eine bevorstehende argentinische Invasion der 395 km östlich des südamerikanischen Festlands gelegenen Inselgruppe. Der Gouverneur des britischen Überseegebiets lässt die Neuigkeit um 20.13 Uhr Ortszeit über das Lokalradio verbreiten, damit sich die Bevölkerung auf eine Invasion vorbereiten kann.[1]

### Freitag, 2. April 1982
- Falklandinseln: Die Streitkräfte Argentiniens betreten am frühen Morgen den Strand der Inselgruppe, die im argentinischen Sprachgebrauch Islas Malvinas heißt. Stunden zuvor verhandelten Argentinien, das Vereinigte Königreich und US-Präsident Ronald Reagan ergebnislos über eine friedliche Klärung der Hoheitsansprüche, die zwischen Argentinien und dem Vereinigten Königreich umstritten sind. Die Soldaten der britischen Garnison ergeben sich um 9.25 Uhr Ortszeit.[2]

### Samstag, 3. April 1982
- London/Vereinigtes Königreich: Die Regierung unter Margaret Thatcher (Konservative Partei) erhält vom parlamentarischen Unterhaus in einer Sondersitzung die Zustimmung für den Einsatz des Militärs im Konflikt um die südamerikanischen Falklandinseln, die seit der Landung der Streitkräfte Argentiniens am Vortag nicht mehr unter britischer Kontrolle stehen.[3]
- New York/Vereinigte Staaten: Der Sicherheitsrat der Vereinten Nationen verlangt in seiner Resolution 502 von Argentinien den sofortigen Abzug seiner Truppen vom britischen Überseegebiet Falklandinseln. Eingebracht wurde die Resolution vom Vereinigten Königreich in Person von Anthony Parsons.[4]

### Mittwoch, 7. April 1982
- Oakland, Orinda/Vereinigte Staaten: Zwischen den beiden Städten in Kalifornien gerät im Caldecott-Tunnel ein Pkw außer Kontrolle und wird von einem Tank-Lastzug gerammt, in den wiederum ein Bus hineinfährt. Das Benzin in den Tanks des Lastzugs fängt Feuer. In der Folge sterben insgesamt sieben Personen.[5]

### Samstag, 17. April 1982
- Ottawa/Kanada: Das Verfassungsgesetz der Kanadischen Föderation tritt in Kraft. Es beseitigt bei eventuellen Änderungen der kanadischen Verfassung die Genehmigungspflicht durch das britische Parlament. Damit ist die letzte Einflussnahme des Vereinigten Königreichs auf die Staatsgewalt seiner ehemaligen Kolonie abgeschafft.[6]

### Sonntag, 18. April 1982
- Harare/Simbabwe: Die Hauptstadt von Simbabwe ändert ihren Namen von „Salisbury“ in „Harare“. Während sich die Bezeichnung „Salisbury“ auf den Premierminister des Vereinigten Königreichs Robert Salisbury bezog, war „Harare“ der Name eines Häuptlings aus dem Volk der Shona.[7]

### Mittwoch, 21. April 1982

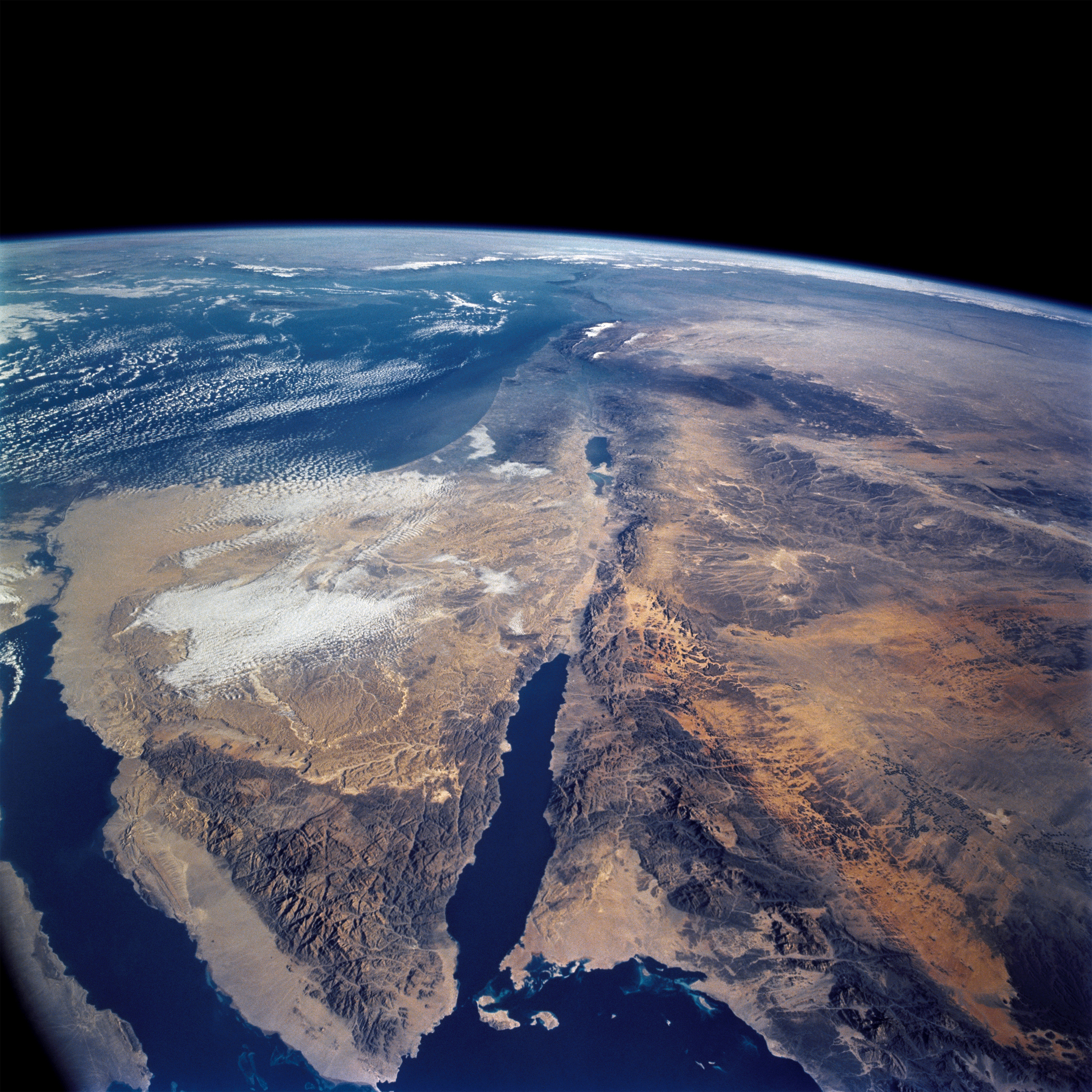
Golf von Sues, Sinai-Halbinsel, Golf von Akaba

- Jerusalem/Israel: Die Regierung unter Ministerpräsident Menachem Begin verspricht dem Nachbarland Ägypten, dass alle noch auf der Sinai-Halbinsel stationierten Truppen der Israelischen Verteidigungsstreitkräfte bis zum 25. April abgezogen werden. Der Grundstein für den Rückzug wurde im März 1979 im Friedensvertrag zwischen den beiden Ländern gelegt. Spätestens am Sonntag sollen auch alle israelischen Zivilisten die Halbinsel verlassen haben, allerdings gibt es eine große Anzahl an Siedlern, die den Befehl ignorieren will.[8]

### Freitag, 23. April 1982

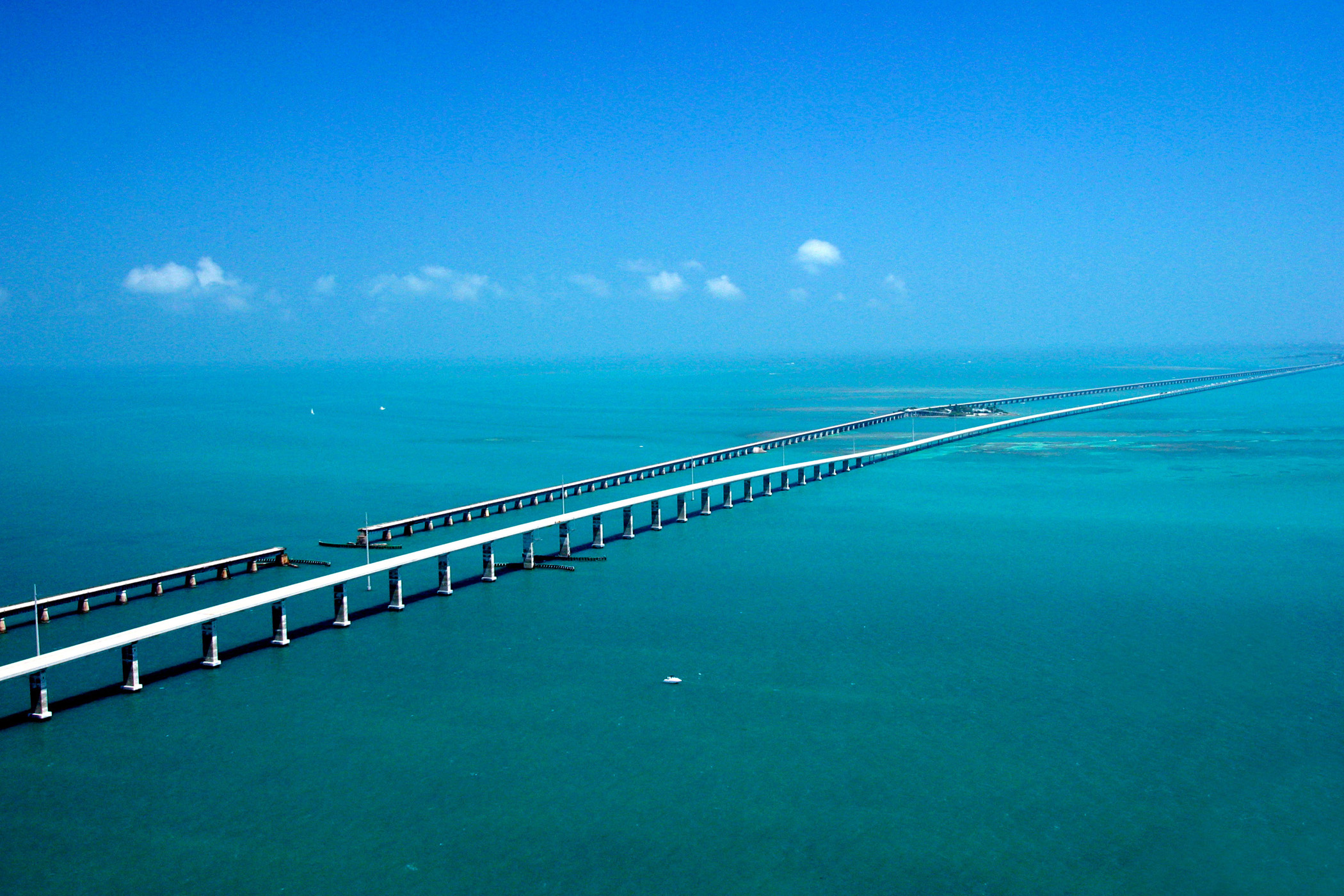
Overseas Highway

- Key West/Vereinigte Staaten: Die Stadt im Süden Floridas erklärt ihre Unabhängigkeit und ruft die Conch Republic aus. Der Anlass ist eine vor wenigen Monaten errichtete Kontrollstelle der amerikanischen Grenzschutzbehörde am Overseas Highway, der das Florida-Keys-Riff mit dem Festland verbindet und den illegale Einwanderer als Route in den Norden verwenden. Wegen der Kontrollstelle stornierten viele Touristen ihren Urlaub auf dem Riff.[9]

### Samstag, 24. April 1982
- Harrogate/Vereinigtes Königreich: Nicole Hohloch aus dem Saarland gewinnt im Harrogate International Centre für Deutschland das Finale im 27. Grand Prix Eurovision de la Chanson mit dem Lied Ein bißchen Frieden.[10]

### Sonntag, 25. April 1982
- Grytviken/Südgeorgien: Die Streitkräfte des Vereinigten Königreichs beenden im Falklandkrieg in ihrem ersten Landungsversuch auf Südgeorgien die Kontrolle der argentinischen Streitkräfte über die circa 4 qkm große südatlantische Inselgruppe.[11]

### Montag, 26. April 1982
- Süd-Gyeongsangnam/Südkorea: In einem gegen 21 Uhr 30 beginnenden Amoklauf tötet der Polizist Woo Bum-kon mit zwei Selbstladegewehren und mit Granaten in fünf Dörfern mindestens 56 Menschen. Der 27-jährige Täter, der die Waffen aus der Polizeistation in seiner Heimatstadt entwendete, begeht nach knapp acht Stunden Amoklauf Suizid.[12]

### Mittwoch, 28. April 1982
- Denver/Vereinigte Staaten: Der Gouverneur des Bundesstaats Colorado Richard Lamm führt den Stegosaurus als Staatsdinosaurier ein. Das Tier soll als Erkennungszeichen dienen.[13]

### Donnerstag, 29. April 1982

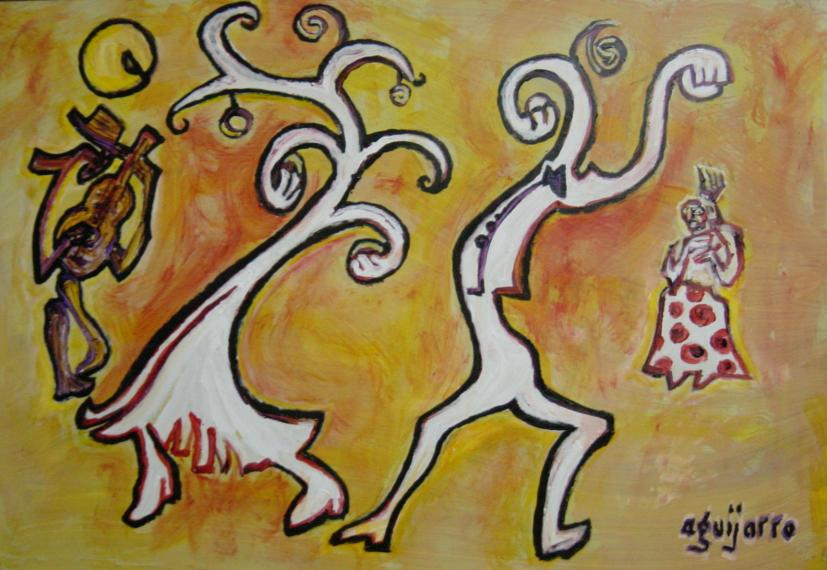
Tanzen kann jeder

- Helsinki/Finnland: Die Herren-Mannschaft der Sowjetunion verteidigt zum dritten Mal in Folge ihren Titel als Eishockey-Weltmeister.[14]
- Paris/Frankreich: Auf Anregung des Internationalen Theaterinstituts der Organisation der Vereinten Nationen für Erziehung, Wissenschaft und Kultur (UNESCO) findet heute der erste Welttag des Tanzes statt.[15]

### Freitag, 30. April 1982

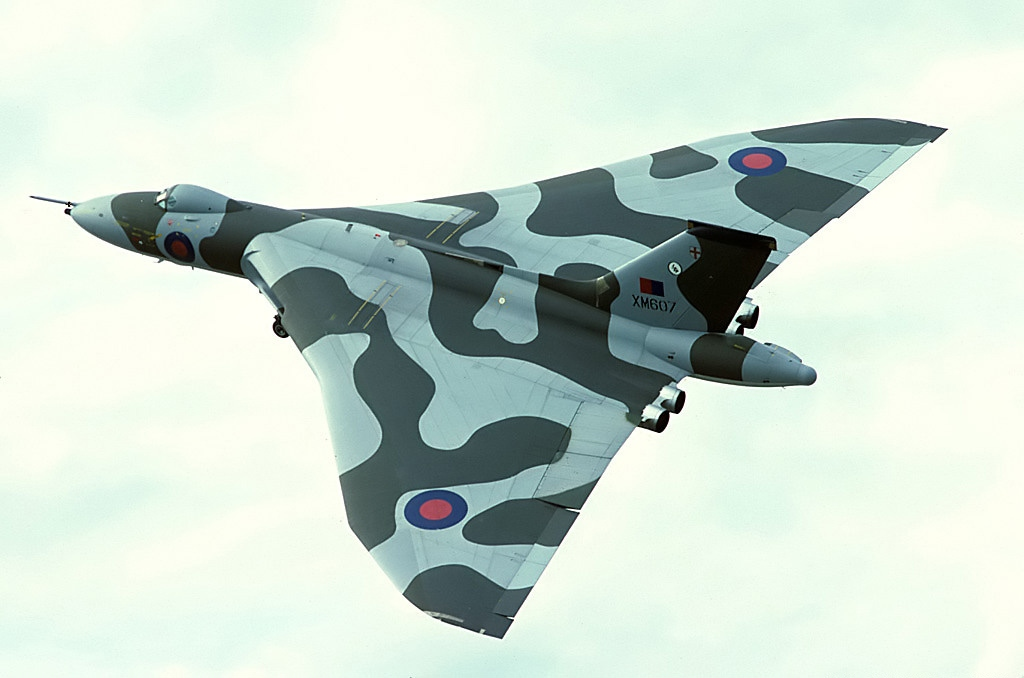
Avro Vulcan der Britischen Streitkräfte

- Ascension/Britisch abhängiges Gebiet: 22.50 Uhr startet von der Insel Ascension im südlichen Atlantik aus die „Operation Black Buck“ (deutsch „Operation Schwarzer Bock“) der Luftstreitkräfte des Vereinigten Königreichs gegen Argentinien. Ein strategischer Bomber vom Typ Avro Vulcan soll in über 12.000 km Entfernung die Start- und Landebahn von Stanley auf den Falklandinseln unbrauchbar machen.[16]